# Дуван, Семён Эзрович
Семён (Си́ма) Э́зрович Дува́н (1 (13) апреля 1870 или 8 (20) апреля 1870, Евпатория — 5 февраля 1957, Больё-сюр-Мер) — евпаторийский городской голова, один из самых ярких представителей городского самоуправления Таврической губернии, филантроп и мемуарист, личный дворянин. С. Э. Дуван, как и некоторые другие деятели городского управления Евпатории, много способствовал тому, что уездный портовый город в 1915 году получил статус Всероссийского курорта. Был городским головой Евпатории в 1906—1910 и 1915—1917 годах.

## Биография
Родился в семье евпаторийского 2-й гильдии купца Эзры Исааковича Дувана (1844—1906) и Биче Симовны Бобович (1851—1912), дочери первого гахама Таврического и Одесского караимского духовного правления Симы Соломоновича Бобовича. Младший брат — актёр и антрепренёр Исаак Эзрович Дуван. Учился в Симферопольской мужской гимназии, выбыл из 7-го класса в 1889 году по болезни. В 1889 году семья Дуванов была причислена к потомственному почётному гражданству.  В 1898 году был избран гласным Евпаторийской городской думы сроком на четыре года. С 22 мая 1902 года по 18 апреля 1906 года — член Евпаторийской городской управы. С 1906 года состоял гласным Евпаторийского уездного земского собрания. В том же году избран на пост городского головы Евпатории. 

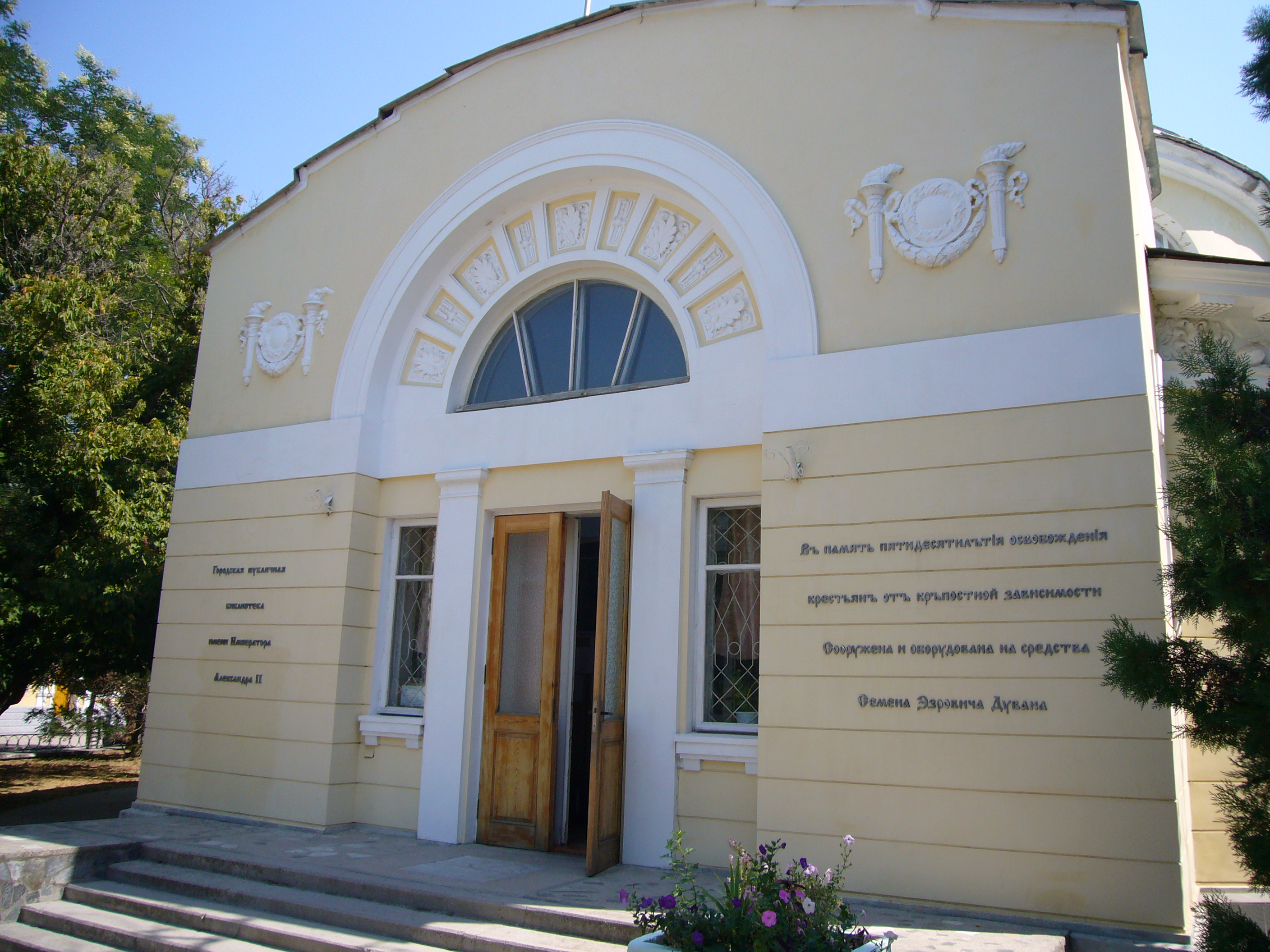
Городская публичная библиотека имени Императора Александра II в Евпатории. Основана С. Э. Дуваном в начале XX века

В памятной записке о С. Дуване, составленной «в собственной Его Императорского Величества» канцелярии, перечисляются его заслуги перед Отечеством:
Совершенно преобразовал город Евпаторию новой планировкой, устройством мостов, электрического освещения и трамвая, улучшением санитарного состояния его, благоустройством пляжей, дач и вообще развитием курорта, сооружением городского театра, сквера, городской библиотеки, созданием совершенно новой очень красивой и благоустроенной части города и т. д. Выстроил ряд образцовых школ, больниц… Много и с пользой работал по землеустройству, сам ведёт образцовое сельское хозяйство… Устроил по всему Евпаторийскому уезду телефонную связь…

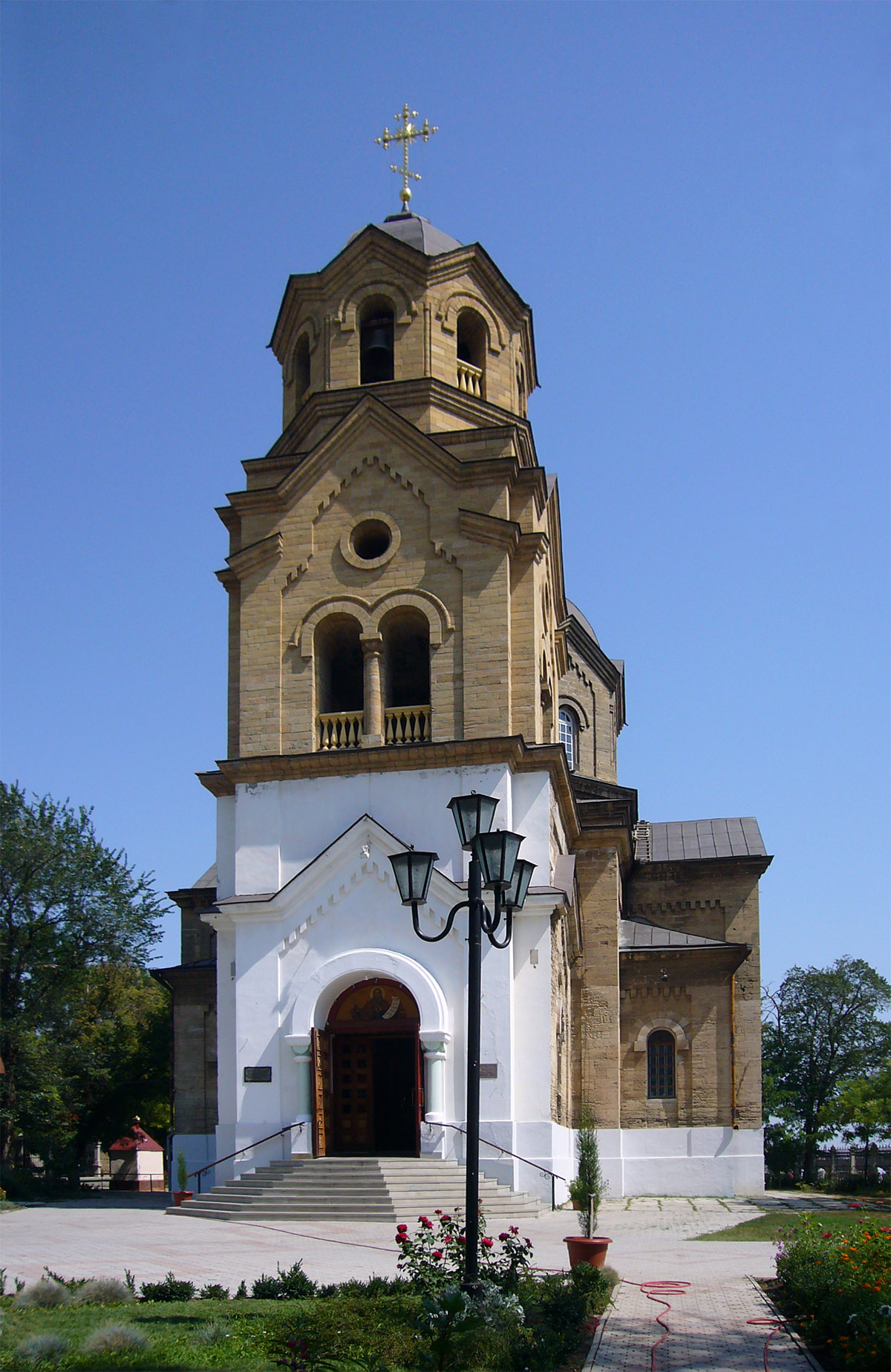
Церковь святого Илии, ассигнования на строительства которой пожалованы Думой под председательством С. Э. Дувана

С. Дуван был крупнейшим земельным собственником в Евпаторийском уезде. Ему принадлежало около 5 000 десятин земли, где он вёл образцовое хозяйство, выращивая хлеб и зерновые, фрукты, занимаясь коневодством и разводя каракулевых овец. Известен тем, что занимаясь общественной деятельностью, служил не ради жалования, а из желания принести как можно больше пользы родному городу и Родине. Он основал Новый город (название района в Евпатории), где благодаря его неустанным хлопотам был построен городской театр, целиком за свой счёт выстроил и подарил городу бесплатную Публичную  библиотеку, дал начало музею истории и нескольким новым здравницам курорта.  В ноябре 1918 года С. Дуван выехал в эмиграцию, проживал во Франции, где одним из первых состоял в Ассоциации караимов Парижа, занимался общественной деятельностью в эмигрантской среде, публиковал заметки в русскоязычной прессе, мечтал возвратиться на Родину. 
Верю, что рано или поздно Россия избавится от большевиков и в этом случае будет восстановлена как нормальное государство <...>
Умер 5 февраля 1957 года в Болье-сюр-Мер (Приморские Альпы) во Франции, погребён по православному обряду.

## Семья
Был женат на дочери потомственного почётного гражданина Сарре Иосифовне Кальфе, имел пять детей: трёх сыновей (Иосифа, Эзру (Сергея) и Бориса) и двух дочерей (Анну (в замужестве Будо) и Елизавету (в замужестве Гелелович).

## Общественная деятельность

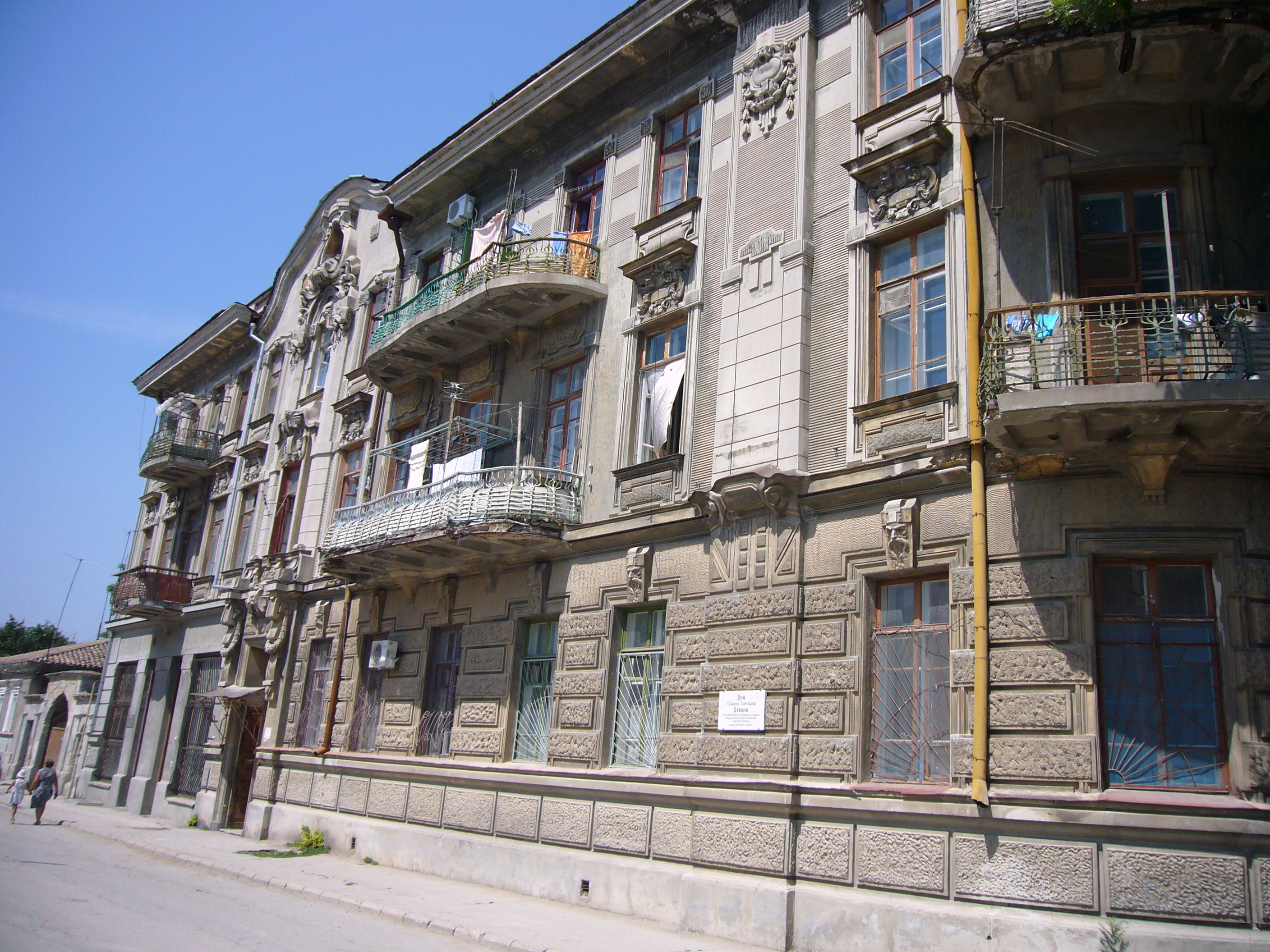
Дом С. Э. Дувана в Евпатории (построен в 1908 г)

- Гласный Евпаторийской городской думы (неоднократно)
- Гласный Евпаторийского уездного Земского Собрания (с 1906 года)
- Почётный попечитель мужской гимназии
- Попечитель Евпаторийской земской больницы
- Попечитель Евпаторийской школы-санатория для глухонемых
- Председатель попечительского совета женской казённой гимназии (с 1907 года)
- Один из трёх губернских земских гласных от Евпатории (1909—1912, 1915—1917)
- Директор Евпаторийского тюремного комитета (с 1902 года)
- Член Таврического отдела Российского Общества Красного Креста (с 1904 года)
- Почётный мировой судья (1911—1917)
- Член раскладочного присутствия (1905—1909)
- Член Таврической учёной архивной комиссии (с 1913 года)[8]
- Председатель Евпаторийского уездного комитета помощи раненым воинам (с 1914 по 1917 год)
- Председатель библиотечного совета (с 1916 года)

## Караимский вопрос
Жил во Франции, в 1938-1939 гг. выступал защитником караимского народа от антисемитской политики гитлеровской Германии.
В сентябре 1938 года предпринял поездку в Берлин и обратился к министру внутренних дел по поводу определения этнического происхождения и вероисповедания караимов. Ему оказали содействие русское эмигрантское бюро и епископ Берлинский и Германский Серафим.
5 января 1939 года на имя С. Дувана из Государственного расового Бюро Германии пришло разъяснение, в соответствии с которым караимы не отождествлялись с евреями, что в годы Второй мировой войны помогло спастись многим караимам, оказавшимся на оккупированных Германией территориях.

## Память
- Улица Дувановская в Евпатории
- Дувановский сквер в Евпатории
- Памятник у городского театра (2005; скульптор А. Е. Шмаков)[11]
- Мемориальная доска на фасаде доходного дома С. Э. Дувана (ул. Тучина, 1 / пер. Лётный,2)[11]
- Памятный знак в Дувановском сквере (2010)[11]
- Мемориальная доска на здании городского театра, где упомянуты также городской архитектор гражданский инженер А. Л. Генрих и классный художник архитектуры П. Я. Сеферов
- Мемориальная доска и замурованная под ней урна с землёй с места захоронения С.Э. Дувана в г. Больё-сюр-Мер (Франция) на стене церкви во имя святого пророка Божия Илии в Евпатории (2022)

## Награды
С. Э. Дуван оставил о себе хорошую память среди современников чрезвычайно широкой благотворительной деятельностью. Имел государственные награды:
- Орден Святой Анны 2 и 3 степени;
- Орден Святого Владимира 4 степени;
- Медаль Российского Общества Красного Креста;
- Романовский знак отличия 2 степени;
- Серебряный крест Греческого королевского ордена Св. Спасителя, пожалованный королём Георгом I, за хлопоты, связанные со строительством греческой Свято-Ильинской церкви в Евпатории, в том числе выделение обширного земельного участка на набережной, ассигнование Думой под его председательством пяти тысяч рублей и др.
- золотой портсигар с бриллиантами и сапфиром, дарованный Николаем II, последним русским императором.